# شيء غبي (من الأفضل الاتصال بسول)
«شيء غبي» (بالإنجليزية: Something Stupid)‏ هي الحلقة السابعة للموسم الرابع من مسلسل إيه إم سي التلفزيوني الدرامي من الأفضل الاتصال بسول، المسلسل يُعتبر بادئة من مسلسل اختلال ضال. تم بث الحلقة في 17 سبتمبر 2018 على قناة إيه إم سي بالولايات المتحدة. خارج الولايات المتحدة، تم عرض الحلقة لأول مرة على خدمة البث نتفليكس في عدة بلدان.

## الاستقبال

### التقييمات
تمت مشاهدة الحلقة من قبل 1.35 مليون مشاهد في أول بث لها، وحصلت على تقييم 0.4 للمشاهدين بين 18 و49.

## وصلات خارجية
- «شيء غبي» على إيه إم سي (بالإنجليزية)
- «شيء غبي» على قاعدة بيانات الأفلام على الإنترنت (بالإنجليزية)